# 三次真一郎
三次 真一郎（みつぎ しんいちろう、1948年（昭和23年）5月20日 - ）は、日本の政治家。元茨城県常陸大宮市長（3期）。

## 来歴
茨城県那珂郡山方町（現在の常陸大宮市）出身。水戸第一高等学校を経て、早稲田大学教育学部を卒業。その後山方町長に就任し、常陸大宮市発足後の2008年の市長選挙で初当選。2012年、2016年とともに無投票当選。常陸大宮市長を3期務め、2020年に退任した。